# Last Christmas
Last Christmas är en julsång på engelska, skriven av britten George Michael och lanserad på singel inför julen 1984 av den brittiska popgruppen Wham!. Den blev en stor hit och betraktas idag som en julklassiker.

## Om låten
"Last Christmas" skrevs av George Michael som också producerat låten och dessutom spelar alla instrument. Låten spelade han in i en studio i London i augusti 1984 tillsammans med ljudteknikern Chris Porter. Andrew Ridgeley var inte inblandad alls i inspelningen. "Last Christmas" lanserades som singel med Wham! strax innan jul 1984.

### Tema
Sångtexten handlar mer om kärleksaffärer än om julfirande, det är bara det att kärleksaffärerna i sången utspelar sig just vid jul som gjort det till en julsång. Det enda i sången som refererar till julen är ordet Christmas (jul på engelska) samt slädbjällrorna som hörs i bakgrunden på originalversionen.

## Listplaceringar

### UK Singles Chart
"Last Christmas" nådde aldrig första platsen på brittiska singellistan vid sin första utgivning 1984. Den blev slagen av "Do They Know It's Christmas?" (där George Michael också medverkar). "Last Christmas" blev även en topp 10-hit 1985 och sedan 2007 har den gått upp på singellistans topp-40 nästan varje år. Efter att ha nått topp-3 fyra år i följd gick "Last Christmas" på nyårsdagen år 2021 upp på listans förstaplats, 36 år efter sin utgivning. Det är rekord för den längsta tid det tagit för en låt att nå listans förstaplats.

### Tracks
I Sverige testades "Last Christmas" på Trackslistan, där den som bäst låg på andraplats. Populariteten höll i sig en bit över jul 15 december 1984-19 januari 1985.

## Listplaceringar
| Lista (1984-1985) | Topplacering |
| ----------------- | ------------ |
| Australien        | 46           |
| Danmark           | 9            |
| Finland           | 3            |
| Italien           | 14           |
| Nederländerna     | 5            |
| Norge             | 2            |
| Nya Zeeland       | 17           |
| Schweiz           | 6            |
| Spanien           | 9            |
| Sverige           | 4            |
| Österrike         | 4            |

## Övrigt
Last Christmas är engelska och betyder "Förra julen". Sången var först tänkt som påsksång då George Michael skrev texten. Han skrev först "Last Summer" ("förra sommaren"), men sedan enades han och skivbolaget om att ändra texten till "Last Christmas" eftersom sången förmodades slå bättre som julsång än som påsksång.
"Last Christmas" var innan den blev etta på listan 2020 den mest sålda singeln genom tiderna som aldrig nått förstaplatsen på UK Singles Chart. B-sidan av "Last Christmas" innehöll låten "Everything She Wants" som senare lanserades som singel i USA och blev en jättehit när den nådde förstaplatsen på Billboard HOT100 1985.

## Andra versioner
1995 släppte den danska sångerskan Whigfield en version av sången. 1998 släppte den brittiska sångerskan Billie Piper en version av sången. Även den svenske sångaren Jan Johansen har sjungit in en version av sången. Jenny Silver har spelat in den på svenska, som Den julen (1994). I Dansbandskampen 2008 framfördes låten av Scotts. Under 2009 har låten spelats in av Alcazar. De svenska Idol-deltagarna framförde en version tillsammans den 27 november 2015. 

### Fotnoter
1. ↑  Story behind the Christmas Song: Last Christmas by Wham! The Sunday Post 21 december 2020
2. 1 2  Last Christmas by Wham! reaches No 1 for first time after 36 years The Guardian 1 januari 2021
3. ↑  Wham's Last Christmas finally reaches Number 1 and sets Official UK Chart record Official Charts 1 januari 2021
4. ↑  ”Listplacering”. http://australian-charts.com/showitem.asp?interpret=Wham%21&titel=Last+Christmas&cat=s. Läst 29 maj 2011.
5. ↑  ”Listplacering”. Arkiverad från originalet den 11 december 2010. https://web.archive.org/web/20101211123054/http://danishcharts.com/showitem.asp?interpret=Wham%21&titel=Last+Christmas&cat=s. Läst 29 maj 2011.
6. ↑  ”Listplacering”. http://finnishcharts.com/showitem.asp?interpret=Wham%21&titel=Last+Christmas&cat=s. Läst 29 maj 2011.
7. ↑  ”Listplacering”. http://italiancharts.com/showitem.asp?interpret=Wham%21&titel=Last+Christmas&cat=s. Läst 29 maj 2011.
8. ↑  ”Listplacering”. http://dutchcharts.nl/showitem.asp?interpret=Wham%21&titel=Last+Christmas&cat=s. Läst 29 maj 2011.
9. ↑  ”Listplacering”. http://norwegiancharts.com/showitem.asp?interpret=Wham%21&titel=Last+Christmas&cat=s. Läst 29 maj 2011.
10. ↑  ”Listplacering”. https://charts.nz/showitem.asp?interpret=Wham%21&titel=Last+Christmas&cat=s. Läst 28 maj 2011.
11. ↑  ”Listplacering”. http://hitparade.ch/showitem.asp?interpret=Wham%21&titel=Last+Christmas&cat=s. Läst 29 maj 2011.
12. ↑  ”Listplacering”. http://spanishcharts.com/showitem.asp?interpret=Wham%21&titel=Last+Christmas&cat=s. Läst 29 maj 2011.
13. ↑  ”Listplacering”. http://swedishcharts.com/showitem.asp?interpret=Wham%21&titel=Last+Christmas&cat=s. Läst 29 maj 2011.
14. ↑  ”Listplacering”. http://austriancharts.at/showitem.asp?interpret=Wham%21&titel=Last+Christmas&cat=s. Läst 29 maj 2011.
15. ↑  ”Svensk mediedatabas”. http://smdb.kb.se/catalog/id/001507007. Läst 29 maj 2011.